# Маунтин-Айрон (город, Миннесота)
Маунтин-Айрон (англ. Mountain Iron) — город в округе Сент-Луис, штат Миннесота, США. На площади 135,6 км² (128 км² — суша, 7,5 км² — вода), согласно переписи 2002 года, проживают 2999 человек. Плотность населения составляет 23,4 чел./км².
- Телефонный код города — 218%post%
- FIPS-код города — 27-44548[1]
- GNIS-идентификатор — 0661972[2]